# Zaprionus litos
Zaprionus litos är en tvåvingeart som beskrevs av Chassagnard och Mcevey 1992. Zaprionus litos ingår i släktet Zaprionus och familjen daggflugor.
Artens utbredningsområde är Madagaskar. Inga underarter finns listade i Catalogue of Life.